# 高速道路無料化
高速道路無料化（こうそくどうろむりょうか）とは、有料であった高速道路の料金を無料にすることである。本記事では、日本において民主党がマニフェストのひとつとして掲げた政策、与党時代の2010年度から翌年度まで実施した社会実験、東日本大震災の復興目的として実施した無料措置について記述する。
ほかに、有料道路が建設費の償還完了や、運営事業者から地方公共団体への譲渡により、無料化されることもある。このような道路については無料開放された道路一覧を参照。

## 無料開放に関する民主党の主張
民主党は、「地方を活性化するとともに、流通コストの削減を図る」ことを最大の目的として、2003年（平成15年）の第43回衆議院議員総選挙以降一貫して「高速道路無料化」をマニフェストに掲げている。
これらのマニフェストの中で特に重要なのは、2009年（平成21年）8月の第45回衆議院総選挙マニフェストである。このなかの「マニフェスト政策各論」の項番30は、次のように述べている。
| 30．高速道路を原則無料化して、地域経済の活性化を図る 政策目的 - 流通コストの引き下げを通じて、生活コストを引き下げる。 - 産地から消費地へ商品を運びやすいようにして、地域経済を活性化する。 - 高速道路の出入り口を増設し、今ある社会資本を有効に使って、渋滞などの経済的損失を軽減する。 具体策 - 割引率の順次拡大などの社会実験を実施し、その影響を確認しながら、高速道路を無料化していく。 所要額 - 1.3兆円程度 |

マニフェストの3ページには、工程表が示され、高速道路の無料化については、2010年度と2011年度は段階的実施とされて斜めの線で表現され、2012年度からは完全実施のための必要額1.3兆円が明記されている。このため「2010年-2011年度の斜線の表現の意味」と「マニフェストは事実上修正されたのではないか」について、馬淵澄夫国土交通副大臣が、2010年（平成22年）8月2日の記者会見において、記者から問われる事態となっている。
上記の複数のマニフェストによると、維持・管理および債務返済の財源としては、「道路予算の一部振り替えと渋滞・環境対策の観点から例外的に徴収する大都市部の通行料でまかなう」としている。なお、2003年6月に菅直人民主党代表（当時）は、無料化の財源の私案として「車1台につき年5万円の課税」を一例として挙げたが、マニフェストに明記されたことは一度もない。
自民党は民主党の無料化案は非現実的であると一蹴している。しかし一方、麻生内閣は2009年から「生活対策」に基づき、一定期間の高速料金の引き下げ（「高速上限1,000円」など）を開始している。2009年の衆議院議員選挙において、高速道路無料化を公約に掲げた民主党が圧勝した。無料化が実現すればアメリカのフリーウェイやドイツのアウトバーン（アウトバーンは大型車は有料）などの先進国の主要道路と同様に、基本的に車種を問わずに無料となる予定だった。
しかしながら、JR各社をはじめとする鉄道やバス、船舶業界からの反発が根強い上、民主党が連立政権を組む社民党は「（ガソリン税の暫定税率撤廃と同様に）地球温暖化対策に逆行する上、余計な財源が必要」として、民主党に再考を求めており、また、行政刷新会議の中でも事業仕分けリストの中に取り上げられ、更に民主党の支持基盤であるJR総連・JR連合からも鉄道利用者の減少→整理解雇の危惧から見直しの声があり、完全実施に向けては業界やユーザーからの理解が必要とも言える。

## 無料化への取り組み
2009年11月15日に開催された全国知事会で前原誠司国土交通大臣は、2010年度から実施される無料化社会実験において、国の財政状況の急激な悪化の他、渋滞の増加や新幹線などの公共交通機関への影響が懸念されることから「主要都市間を結ぶ基本路線は除外する」と発言し、東名や名神、首都高や阪神高速などの都市高速などは引き続き料金徴収を継続することを示唆した。
東京湾アクアラインや本四高速についても、フェリーやこの道路を走行する路線バス、本四備讃線などの公共交通機関への影響が懸念されるため「何らかの措置を考えて取り組む」と述べ、料金割引など無料化以外の施策を検討する意向を示した。また初年度無料化実施路線について、前原国交大臣は「実施地域は固まっているが、費用をどのくらい充てられるかで路線は変わってくる」と述べている。
2009年12月25日には、2010年1月末までに無料化実施路線を決め、6月を目処に無料化社会実験を実施すると明らかにした。具体的な対象路線は2010年2月2日に計画案として発表され、2010年6月15日に開始日と併せて正式発表された。無料化社会実験の実施内容については後述する。

## 高速道路建設費
東名高速道路の建設開始当初、高速自動車国道（日本道路公団）は、原則として建設時の借入金が返済されるまで無料開放をしないとの位置付けであった。このため各路線ごとの借入金がそれぞれの路線の収益により返済された後は、無料開放される予定であった。だが田中角栄内閣によって、高速料金全国プール制が導入され、全国の高速道路の収支を合算することとなったため、東名高速をはじめとする利用者の多い路線の収益で、他の赤字路線の借入金を返却する状態となった。赤字国債によって建設費を賄ったこともあり、無料化は度々先送りされた。
2002年8月7日に、道路関係四公団民営化推進委員会は高速道路の無料開放を断念し、日本道路公団民営化に伴う高速道路の恒久有料化を決定した。この委員会決定通りであれば、高速道路の無料開放の可能性は消滅するが、最終的には道路公団民営化の方針で、2005年の民営化後2050年までに借入金を返済し、日本高速道路保有・債務返済機構を解散することが日本高速道路保有・債務返済機構法で義務化され、最終的には高速道路の全面無料化を実施し、残った借入金を税投入で償却する事とした。民営化時の借入金は、約40兆円に相当すると言われている。
しかし、「2050年」とされた期限は笹子トンネル天井板落下事故を機に、巨額の更新費を確保する必要があるとして2014年に「2065年」に延長された。さらに2021年には再延長するべきとの答申案が出され、2023年に「2115年」に再延長された。
なお新直轄方式の高速自動車国道や、一部の高速自動車国道に並行する一般国道自動車専用道路、一部の地域高規格道路、その他の自動車専用道路として、無料開放されている路線もある。

## 無料開放に対するメリットとデメリット
無料開放した場合に想定されるメリットとデメリットもいくつか挙げられている。

### メリット
1. 流通コストの低減。高速道路を使用した流通業者のコストダウンが計れる可能性がある。
2. 地域経済の活性化が計れる可能性がある。例えば東京湾アクアラインが無料の場合、神奈川県川崎市と千葉県木更津市が相互に通勤・通学・買い物圏内になる他、他の地域においても移動可能距離の増大により新たな需要を生む可能性がある。
3. 現在権益を独占している旧道路公団ファミリー企業以外にSA・PAへの参入がしやすくなる他、無料化後はICの設置の自由度が格段に上がる点も考えられる。例えば商業施設が高速道路脇に施設を建設して引き込み線を独自負担で建設するといった事も考えられる。

### デメリット
1. 高速道路の維持費の問題。維持管理費の財源は税金で賄う事になるため、例えば自動車運転免許証を所持していない直接利用しない人も日常的に利用する運輸業者も負担が同等となるため、応益原則からは不公平感が生じるというものである。しかしながら高速道路を特別扱いせずに一般道路と同じ目線でみることにより、不公平性は原則なくなる。自動車に乗らない人であっても、物流のコストが下がることで無料化の恩恵を受けられるので、一方的に不公平であるとはいえないと考えることもできる。もっとも、この点については、高速道路が自動車専用道路であることを無視しているのではないかという疑問もある。さらに、自動車に乗る人であっても、離島に住む人のようにフェリーなどで高速道路のある地域に行かない限り無料化のメリットを受けられない場合もある（なお、離島のガソリン価格は輸送費が加算されるため一般的には本土より高い）。なお、一般会計に組み込まれたガソリン税や自動車重量税などの道路特定財源は3兆円以上存在し、高速道路の維持管理費は、道路会社4社（NEXCO東日本、NEXCO中日本、NEXCO西日本、本四高速）で4,863億円（2006年度）。うち3割程は料金所の人件費となる。[18][19]
2. 排気ガスの問題。これには2つの説が有り、一つは排気ガスが増えるとするもの、もう一つは排気ガスは減るとするものである。排気ガス増大派の意見は、交通量の増加によって排気ガスが増大する可能性を指摘、そのことから地球温暖化対策に逆行する可能性があるというものである。逆に排気ガス減少派の意見としては、無料化しても高速道路・一般道を合わせた自動車の通行量は変わらないことを前提にして、高速道路に車が増えると言う事は一般道路から車が減ると言う事であり、排気ガスの総量は変わらないどころか、無料化によって新たに高速道路を使うようになるのは主に一般道を利用していた車であって、高速道路を走る事で燃費の悪くなる要因である一時停止・信号機停止などでの加減速変化の減少や渋滞がなくなり、逆に二酸化炭素の排出量が減少するというものである。
3. 公共交通機関への影響。無料化により自家用自動車利用が増え、鉄道（貨物列車・旅客列車）、船（貨物船・旅客船・長距離フェリー）、路線バスと公共交通機関の利用者が減少して、運行会社の経営を脅かす可能性がある。その結果減便・廃止となれば、さらにクルマ利用に流れるという悪循環が懸念される。とりわけクルマが利用できず公共交通に頼らざるをえない人々（障害者、運転免許取得可能年齢未満の子供、運転能力の失われた高齢者、クルマを所有できない社会的弱者）に大きなダメージを与える。ただし、高速の混雑・渋滞を回避する目的から鉄道・船へ自動車を上回る表定速度で且つ低運賃など様々な条件をクリアした上でモーダルシフトが進む可能性もあるが、無料化に際しての政府の公共交通への包括的な支援策は打ち出されておらず、また前原はモーダルシフトの切り札である整備新幹線の新規着工を白紙にすると発言したり、馬淵澄夫副大臣（当時）はテレビ・雑誌のインタビューで「これからマイカーの時代。鉄道は過去の交通機関」と烙印を押すなどモーダルシフト進展は絶望的に近い。
4. 渋滞の問題。これに関しては後述の一部高速道路にて社会実験として検証作業が行われていたが、渋滞・交通量の増大が指摘されており現実となった。
5. 高速道路は基本的に目的地まで下りることはなく、休憩もSA・PAで済ませる。そのため、それまで休憩所等として利用されてきた、高速道路と並行する国道沿道の店などが大打撃を受けている[20]。但し、目的地まで降りないのは有料だからであり無料であれば出入り自由になるため、ICの設置方法によるとの意見もあるものの出入りが自由になれど目的地に早く向かう事を前提とした利用である為、わざわざ高速沿線の国道等に所在する商店等を利用する事は通常あり得ず、その論理には無理が生じる事も考慮すべきである[21]。そして沿道店の問題は一般国道のバイパス完成時に、旧国道沿道の店が打撃を受けるのと同じ事が起きているだけとの意見もある。

## 高速道路無料化社会実験

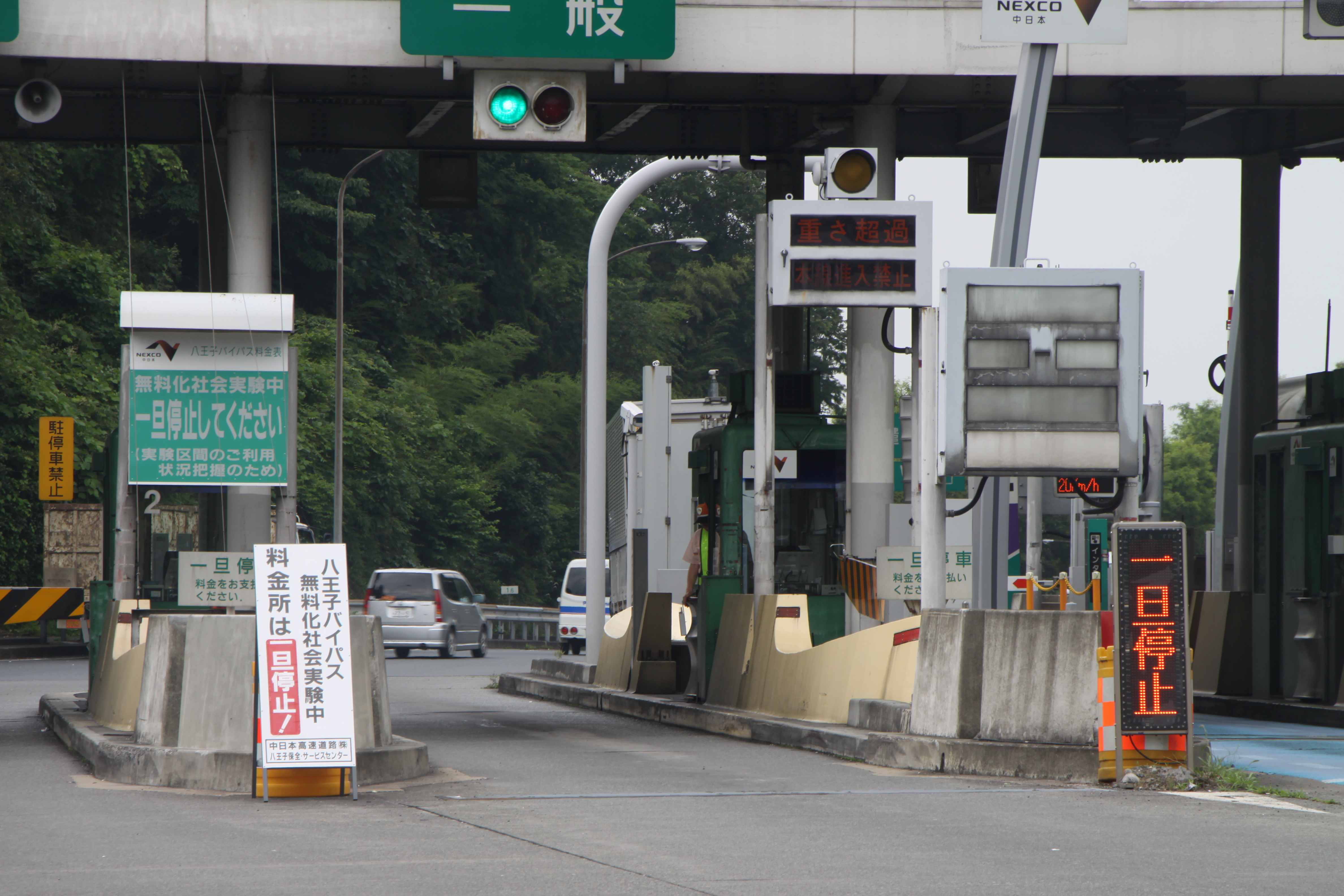
無料化実験の様子。八王子バイパス

高速道路の原則無料化の方針のもと、社会実験を通じて影響を確認しながら、2011年度（平成23年度）より段階的に無料化を実施するため、地域経済への効果・渋滞や環境への影響を把握することを目的として、高速道路無料化社会実験が2010年（平成22年）6月28日から開始された。
2011年（平成23年）2月9日には実験区間を拡充する案が発表されたが、その後、同年3月11日に発生した東北地方太平洋沖地震（東日本大震災）の復旧・復興費用をまかなうために、同年6月19日限り（20日0時）で終了した。ただし、これは廃止ではなく「一時凍結」とされている。
予算は、2010年度で1000億円。2011年度は当初1200億円だったが、一時凍結により1000億円が復旧・復興費用へ回された。

### 経過
- 2010年2月2日：国土交通省から2010年度無料化社会実験案が発表される[22]。
- 2010年6月15日：国土交通省から2010年度無料化社会実験の内容が正式発表される[23]。
- 2010年6月28日0時：2010年度無料化社会実験開始。
- 2010年7月17日：東九州自動車道高鍋IC～西都IC間供用開始。同時に無料化社会実験開始。
- 2010年12月4日：東九州自動車道門川IC～日向IC間供用開始。同時に無料化社会実験開始。
- 2011年2月9日：国土交通省から2011年度無料化社会実験計画案が発表される[24]。
- 2011年6月8日：国土交通省から6月20日から無料化社会実験を一時凍結することが発表される[25]。
- 2011年6月20日0時：無料化社会実験が一時凍結される。

### 効果の検証
国土交通省の高速道路の無料化社会実験のページにおいて、交通量実績と地方自治体の声が公表されている。また、第8回高速道路のあり方有識者検討委員会の配布資料において、検証のたたき台がまとめられている。

### 通行方法

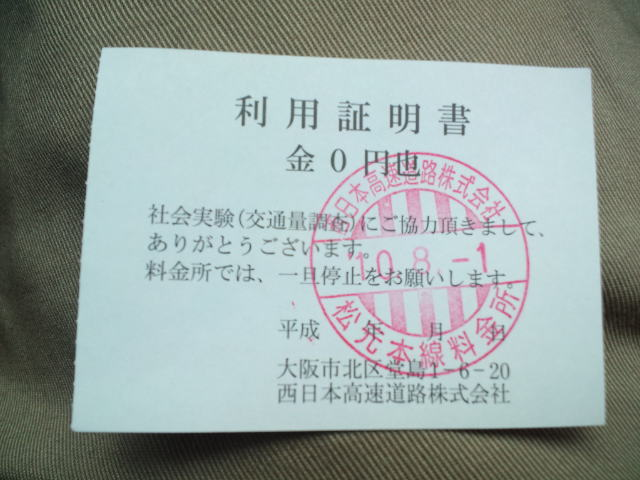
無料化実験中の利用証明書(NEXCO西日本、松元本線料金所発行)

期間限定の社会実験であるため、既存の料金所が撤去されたり実験区間と有料区間の境に本線料金所が新設されたりすることはない。実験開始前（実験区間が有料であったとき）と同じ方法で通行する。
ETC車は、ETC車載器にETCカードを挿入したままにしてETCレーンを通過する。ETC車以外は、入口発券・出口精算方式の入口料金所では通行券を受け取り、出口料金所でその通行券を係員へ提出する。単純支払い方式（均一料金精算）の料金所でも一旦停止が必要である。均一料金精算の料金所において一旦停止をさせるのは、係員が車種の判定を確実に行うためである。自動収受機の場合は、自動収受機のボタンを押すか通行券を挿入し対処する。有料区間の料金が必要な場合は、現金、クレジットカードまたはETCカードを使って精算を行う。
- 実験区間と有料区間の連続利用でも、有料区間料金に対するETC時間帯割引の時間判定は料金所の通過時刻で以って行う。
- 実験区間のみの走行（0円の利用）でもETC利用照会サービスでの明細確認・利用証明書の発行が可能[27]。一方、ETCマイレージサービスの明細には実験区間のみの走行は反映されない[28]。

### 対象路線・区間一覧
2010年2月2日に発表された2010年度の計画案によると、同年度中に行われる社会実験として、37路線50区間の合計1,626kmが無料化の対象となる。これは、NEXCO3社の管理道路で、首都高や阪神高速などの都市高速道路、地方に点在する地方道路公社や民間企業が運営する有料道路等を除く高速道路の全延長の約18%にあたる。
2010年6月15日の正式発表では、2010年度中に供用開始予定で無料化社会実験対象区間の延伸部分となる、2区間26km（東九州道の2区間）が対象に追加された。
2011年2月9日に発表された2011年度の計画案では、全日全車を対象にした社会実験に加え、夜間（22時～6時）にETCで利用する長距離の中型車・大型車・特大車を対象にした社会実験が盛り込まれた。全日全車の社会実験は、沖縄道を除き2010年度対象区間では継続とされ（沖縄道は休日のみ継続）、対象区間が追加された。
しかし前述のように、同年3月11日に発生した東日本大震災の復旧・復興のため、無料化社会実験は2011年6月20日から無期限で凍結されることになった。

#### 2010年度からの全日全車実験＜2011年6月20日から一時凍結＞
| 地方       | 道路名             | 区間                         | 距離 (km) | 管轄会社    |
| ---------- | ------------------ | ---------------------------- | --------- | ----------- |
| 北海道     | 道央自動車道       | 士別剣淵IC - 岩見沢IC        | 139.2     | NEXCO東日本 |
| 北海道     | 深川留萌自動車道   | 深川西IC - 深川JCT           | 4.4       | NEXCO東日本 |
| 北海道     | 道東自動車道       | 本別IC･足寄IC - 占冠IC       | 129.6     | NEXCO東日本 |
| 北海道     | 道東自動車道       | 夕張IC - 千歳恵庭JCT         | 42.1      | NEXCO東日本 |
| 北海道     | 日高自動車道       | 沼ノ端西IC - 苫小牧東IC      | 4.0       | NEXCO東日本 |
| 東北・北陸 | 青森自動車道       | 青森東IC - 青森JCT           | 15.6      | NEXCO東日本 |
| 東北・北陸 | 八戸自動車道       | 下田百石IC･八戸IC - 安代JCT  | 86.5      | NEXCO東日本 |
| 東北・北陸 | 秋田自動車道       | 八竜IC - 秋田中央IC          | 52.4      | NEXCO東日本 |
| 東北・北陸 | 日本海東北自動車道 | 河辺JCT - 岩城IC             | 16.7      | NEXCO東日本 |
| 東北・北陸 | 日本海東北自動車道 | 荒川胎内IC - 新潟中央JCT     | 46.6      | NEXCO東日本 |
| 東北・北陸 | 湯沢横手道路       | 横手IC - 湯沢IC              | 13.5      | NEXCO東日本 |
| 東北・北陸 | 東北中央自動車道   | 東根IC - 山形上山IC          | 27.1      | NEXCO東日本 |
| 東北・北陸 | 米沢南陽道路       | 南陽高畠IC - 米沢北IC        | 8.8       | NEXCO東日本 |
| 東北・北陸 | 釜石自動車道       | 東和IC - 花巻JCT             | 11.4      | NEXCO東日本 |
| 東北・北陸 | 山形自動車道       | 酒田みなとIC - 湯殿山IC      | 53.1      | NEXCO東日本 |
| 東北・北陸 | 山形自動車道       | 月山IC - 山形北IC            | 41.6      | NEXCO東日本 |
| 関東       | 東水戸道路         | ひたちなかIC - 水戸南IC      | 10.2      | NEXCO東日本 |
| 関東       | 八王子バイパス     | 打越IC - 相原IC              | 4.5       | NEXCO中日本 |
| 関東       | 新湘南バイパス     | 藤沢IC - 茅ヶ崎海岸IC        | 8.7       | NEXCO中日本 |
| 関東       | 西湘バイパス       | 西湘二宮IC - 箱根口IC･石橋IC | 14.5      | NEXCO中日本 |
| 関東       | 箱根新道           | 山崎IC - 箱根峠IC            | 13.8      | NEXCO中日本 |
| 関東       | 中央自動車道       | 大月JCT - 須走IC             | 40.5      | NEXCO中日本 |
| 関東       | 中部横断自動車道   | 双葉JCT - 増穂IC             | 16.0      | NEXCO中日本 |
| 東海       | 西富士道路         | 小泉IC - 富士IC              | 6.8       | NEXCO中日本 |
| 東海       | 安房峠道路         | 中ノ湯IC - 平湯IC            | 5.6       | NEXCO中日本 |
| 東海       | 伊勢自動車道       | 津IC - 伊勢IC                | 54.0      | NEXCO中日本 |
| 東海       | 紀勢自動車道       | 勢和多気JCT - 紀勢大内山IC   | 23.8      | NEXCO中日本 |
| 近畿       | 舞鶴若狭自動車道   | 小浜西IC - 吉川JCT           | 111.5     | NEXCO西日本 |
| 近畿       | 京都縦貫自動車道   | 丹波IC - 沓掛IC              | 31.3      | NEXCO西日本 |
| 中国       | 山陰自動車道       | 米子西IC - 東出雲IC          | 19.1      | NEXCO西日本 |
| 中国       | 山陰自動車道       | 松江玉造IC - 出雲IC          | 33.9      | NEXCO西日本 |
| 中国       | 山陰自動車道       | 江津IC - 浜田JCT             | 14.5      | NEXCO西日本 |
| 中国       | 松江自動車道       | 三刀屋木次IC - 宍道JCT       | 10.6      | NEXCO西日本 |
| 中国       | 岡山自動車道       | 北房JCT - 岡山JCT            | 43.9      | NEXCO西日本 |
| 中国       | 浜田自動車道       | 浜田IC - 千代田JCT           | 56.6      | NEXCO西日本 |
| 中国       | 広島呉道路         | 仁保JCT - 呉IC               | 15.9      | NEXCO西日本 |
| 四国       | 松山自動車道       | 松山IC - 大洲IC              | 42.0      | NEXCO西日本 |
| 四国       | 松山自動車道       | 大洲北只IC - 西予宇和IC      | 15.7      | NEXCO西日本 |
| 四国       | 高知自動車道       | 高知IC - 須崎東IC            | 34.2      | NEXCO西日本 |
| 九州･沖縄  | 八木山バイパス     | 穂波東IC - 篠栗IC            | 13.3      | NEXCO西日本 |
| 九州･沖縄  | 椎田道路           | 築城IC - 椎田IC              | 10.3      | NEXCO西日本 |
| 九州･沖縄  | 宇佐別府道路       | 宇佐IC - 日出JCT             | 25.7      | NEXCO西日本 |
| 九州･沖縄  | 日出バイパス       | 速見IC - 日出IC              | 9.0       | NEXCO西日本 |
| 九州･沖縄  | 東九州自動車道     | 大分IC - 佐伯IC              | 48.0      | NEXCO西日本 |
| 九州･沖縄  | 東九州自動車道     | 延岡南IC - 日向IC            | 17.6      | NEXCO西日本 |
| 九州･沖縄  | 東九州自動車道     | 高鍋IC - 清武JCT             | 39.0      | NEXCO西日本 |
| 九州･沖縄  | 東九州自動車道     | 末吉財部IC - 加治木JCT       | 33.4      | NEXCO西日本 |
| 九州･沖縄  | 西九州自動車道     | 武雄JCT - 佐世保中央IC       | 29.8      | NEXCO西日本 |
| 九州･沖縄  | 長崎バイパス       | 古賀市布IC - 川平IC          | 15.1      | NEXCO西日本 |
| 九州･沖縄  | 南九州自動車道     | 八代JCT - 日奈久IC           | 11.9      | NEXCO西日本 |
| 九州･沖縄  | 南九州自動車道     | 市来IC - 鹿児島西IC          | 21.3      | NEXCO西日本 |
| 九州･沖縄  | 沖縄自動車道       | 許田IC - 那覇IC              | 57.3      | NEXCO西日本 |

#### 2011年度の全日全車実験の追加区間＜実施されないまま、一時凍結＞
| 地方       | 道路名           | 区間                 | 距離 (km) | 管轄会社    |
| ---------- | ---------------- | -------------------- | --------- | ----------- |
| 北海道     | 道東自動車道     | 夕張IC - 占冠IC      | 34.5      | NEXCO東日本 |
| 東北・北陸 | 秋田自動車道     | 北上JCT - 秋田中央IC | 113.7     | NEXCO東日本 |
| 近畿       | 舞鶴若狭自動車道 | 小浜西IC - 小浜IC    | 11.5      | NEXCO西日本 |
| 中国       | 米子自動車道     | 落合JCT - 米子IC     | 66.5      | NEXCO西日本 |
| 九州･沖縄  | 大分自動車道     | 大分IC - 日出JCT     | 22.0      | NEXCO西日本 |
| 九州･沖縄  | 宮崎自動車道     | えびのJCT - 宮崎IC   | 80.7      | NEXCO西日本 |

#### 2011年度物流効率化のための夜間大型車実験＜実施されないまま、一時凍結＞
| 地方       | 道路名                    | 区間                                        | 距離 (km) | 管轄会社                |
| ---------- | ------------------------- | ------------------------------------------- | --------- | ----------------------- |
| 北海道     | 道央自動車道              | 千歳恵庭JCT - 落部IC                        | 212.2     | NEXCO東日本             |
| 関東       | 北関東自動車道            | 栃木都賀JCT - 水戸南IC                      | 80.6      | NEXCO東日本             |
| 東北・北陸 | 東北自動車道              | 富谷JCT - 青森IC                            | 330.2     | NEXCO東日本             |
| 東北・北陸 | 磐越自動車道 北陸自動車道 | 郡山JCT - 新潟中央JCT 新潟中央JCT - 米原JCT | 616.8     | NEXCO東日本 NEXCO中日本 |
| 九州･沖縄  | 九州自動車道              | 鹿児島IC - 鳥栖JCT                          | 250.2     | NEXCO西日本             |

#### 備考欄
1. ↑  インターチェンジの構造上、実験区間のみの利用ができない。
2. ↑  百石道路を含む
3. ↑  琴丘能代道路及び秋田外環状道路を含む
4. ↑  この区間のインターチェンジと新潟中央IC相互間の利用も無料となる。
5. ↑  東富士五湖道路を含む
6. ↑  この区間のインターチェンジと大月IC相互間の利用も無料となる。
7. ↑  安来道路及び江津道路を含む
8. ↑  大分自動車道の一部を含む
9. ↑  大分自動車道の一部、延岡南道路及び隼人道路を含む
10. ↑  国土交通省発表資料ではこのように表記されているが、実際には全線が対象。
11. ↑  八代日奈久道路及び鹿児島道路
12. ↑  2011年10月29日開通
13. ↑  2011年7月16日開通

## 東日本大震災に伴う東北地方の無料措置
2011年（平成23年）3月11日に発生した東北地方太平洋沖地震による東日本大震災の被災者・被災地復興の支援を目的として、同年6月20日から行われる無料化。災害時における無料開放措置に類するものと位置づけられ、道路整備特別措置法第24条に基づき、料金を徴収しない車両として国土交通大臣の告示により実施される。NEXCOのみならず、地方道路公社の高速道路でない有料道路でも対象になるところがある。
なお、これより前から福島第一原子力発電所事故の避難指示地域からの緊急避難に対する無料措置（福島県内の指定IC発のみ、1回限り）および災害派遣等従事車両に対する無料開放が行われていた。前者は本措置に移行し、後者は本措置とは別に継続される。

### 経過と問題点
まず、被災者が乗車する車両すべてを対象にした「被災者支援」と、トラック・バス等を対象にした「当面の復旧・復興支援」の2つが実施された。
しかし、対象区間のICで出入りすればその走行全体について無料となるため、本来の出発地・目的地が被災地でないトラックが後者の措置を利用し、対象区間の南端に位置する水戸IC・新潟中央IC・白河ICで転回することによりただ乗りすることが問題視された。開始当初の国土交通省の発表資料では、（利用全体が無料になるのは）速やかに実施するためであり、料金システムを改修後は対象区間走行分のみを無料とするとしていたが、それはなされないまま当初予定どおり8月31日を以って終了した。
被災者支援についても、本措置の利用者数が当初の見込みをはるかに超え、出口料金所で渋滞が発生したり、有料道路事業者の経営を圧迫したりするようになった。被災証明書は発行基準がなく、停電などの比較的軽微な被害であっても発行する市町村が相次いだためである（宮城県と福島県では、被災証明書の発行枚数が全世帯数を超えている。）。青森県道路公社と茨城県道路公社は、国からの支援がなければ継続できないとして、8月31日を以って被災者支援の無料措置も打ち切った。
このような事態を受けて、対象者の絞り込みが検討され、12月1日から被災地以外へ避難している人のみを対象とする「避難者支援」に変更されることになった。
一方、復興のため人の往来を活発にするべく、被災者に限らない全車種を対象とする無料措置も検討され、2011年度第3次補正予算に250億円が計上された。10月21日、補正予算の概要とともに制度の概略が発表された（被災地支援、観光振興）。11月21日、補正予算が成立したことを受け、12月1日からの実施および詳細が発表された。これらは2012年3月31日までの実施となり、4月1日以降については2012年度予算に計上されず、実施されないこととなった。なお、福島第一原発事故に伴う避難者や津波被害で遠隔地に避難した被災者らについては、2012年4月以降も無料措置が継続されるよう検討されていたが、原発事故避難者のみに対象者を絞り、発着ICも原発周辺のICに限定されることになった（原発事故による避難者の支援）。2012年4月28日、対象者と対象ICの見直しが行われた。

### 各措置の概要

#### 終了したもの

##### 被災者支援
実施期間
2011年6月20日から2011年11月30日まで＜終了＞
- 当初予定は2012年（平成24年）6月19日までだったが、2011年12月1日から「避難者支援」に内容が変更される。

対象車
東日本大震災の被災者が乗車する車両（ETC車を除く）。
必要となる書面（コピー不可）
市町村が発行する罹災証明書あるいは被災証明書（罹災届出証明書も可）と、本人確認ができる書面（運転免許証、パスポート、健康保険証など）。
- 被災証明書または罹災証明書の名義人と同居する家族でも対象になる。
- 福島第一原子力発電所事故による避難者については、警戒区域、計画的避難区域または緊急時避難準備区域（以下、警戒区域等という）に住所を有することを証明する公的書面の提示でも可。
- 法人・団体に対する被災証明書・罹災証明書は対象外。

無料になる区間
入口発券・出口精算方式の対象区間内のインターチェンジ（IC）を入口とする場合は、そのICから通行券が回収されるところまで。出口とする場合は、通行券が発券されたところからそのICまで。
- 単純支払い方式（均一料金精算）の対象区間は、その区間の料金のみが無料となる。
- 本州四国連絡道路（本四道路）の本線料金所を通過する場合、本四道路の料金は有料になる。

通行方法
ETC無線通行はできない（入口料金所のみ無線通行も不可）。よって、スマートインターチェンジは利用できない。
入口料金所では一般レーンまたは混在レーンで一旦停止し、通行券をとる。
- ETC車載器のある車で混在レーンを通行する場合、ETCカードを車載器から抜いておく必要がある。

出口料金所では、一般レーンまたは混在レーンで係員に通行券を提出し、上記書面を提示する。
単純支払い方式の料金所（山形道の酒田みなとIC-湯殿山IC間など）では、書面の提示のみとなる。
- 自動精算機が設置されたレーンの場合は、係員呼び出しボタンまたはレバーで係員を呼び出す。
- 対象区間外に位置する均一区間料金を合併収受する料金所では、均一区間の料金を支払う必要がある。また、本四道路の本線料金所では、係員に本措置の適用を受ける旨を申告し、本四道路の料金を支払う。 これらの料金所においてETC車載器のある車でETCカードで精算する場合には、ETC割引が適用される。

##### 当面の復旧・復興支援
実施期間
2011年6月20日から2011年8月31日まで＜終了＞
対象車
高速自動車国道の料金車種区分で、中型車、大型車または特大車に該当する自動車（ETC車を除く）。
必要となる書面
なし。
無料になる区間
被災者支援に同じ。
通行方法
書面の提示がない点を除けば、基本的に被災者支援に同じ（通行止め強制流出時の取り扱いに一部違いあり）。

##### 避難者支援
実施期間
2011年12月1日から2012年3月31日まで＜終了＞
対象車
東日本大震災により、指定された避難元地域からそれら以外の地域へ避難している人が乗車する車両および福島第一原子力発電所事故による警戒区域等から避難している人が乗車する車両（いずれもETC車を除く）。
- 避難元として指定される地域は、岩手県・宮城県・福島県の全市町村および青森県八戸市、おいらせ町、階上町、茨城県水戸市、日立市、常陸太田市、高萩市、北茨城市、ひたちなか市、大洗町、常陸大宮市、那珂市、城里町、東海村、大子町。

必要となる書面（コピー不可）
市町村が発行する罹災証明書あるいは被災証明書（当面の間、罹災届出証明書も可）と、本人確認ができる書面。これらに加え、避難元の地域から避難先の地域へ生活の本拠を移したことが確認できる書面。
- 原発事故による避難者については、警戒区域等に生活の本拠があったことを証明する公的書面と本人確認書面で可。
- 被災時に同居していなかった家族は対象外。
- その他、罹災証明書・被災証明書については#被災者支援も参照のこと。

無料になる区間
被災者支援と同様。ただし、対象区間（発着IC）は上記指定地域に準じる格好で縮小される。
通行方法
提示すべき書面が増える点を除き、被災者支援に同じ。

##### 被災地支援
実施期間
2011年12月1日から2012年3月31日まで＜終了＞
対象車
すべての車両（ETC車も対象になる）。
必要となる書面
なし。
無料になる区間
対象区間のみ（対象区間外は有料）。
- 複数の経路がある場合、最短距離経路で計算する。このため、対象区間のみを通行しても有料になることがある（例．那珂IC～白河IC）。
- 最短距離経路で計算すると元の料金を上回る場合、元の料金に据え置く（例．矢吹IC～諏訪南IC）。

通行方法
通常時（有料のとき）と同じ。無料になる場合であっても、ETC車はETCカードを車載器に挿入してETCレーン（専用レーン・混在レーン）を通過しなければならない。

##### 観光振興
実施期間
2011年12月1日から2012年3月31日まで＜終了＞
対象車
上記期間中の土曜・日曜・祝日法上の休日、2012年1月3日（月）および3月19日（月）に走行する、高速自動車国道の料金車種区分が「軽自動車等」または「普通車」に該当するETC車（ETCカード・車載器のない車は対象外）。
- ただし、西蔵王有料道路はETC非対応路線であるので、ETCカード・車載器のない車でも対象になる。
- 時間要件は休日特別割引と同じ。料金所の通過時刻で判断する。

必要となる書面
なし。
無料になる区間
本措置の対象区間および被災地支援の対象区間（対象区間外は有料）。
- 有料となる区間のNEXCO分については休日特別割引が適用されることになる。

通行方法
通常時（有料のとき）と同じ。無料になる場合であっても、ETCカードを車載器に挿入してETCレーン（専用レーン・混在レーン）を通過しなければならない（西蔵王有料道路を除く）。

##### 原発事故による避難者の支援
実施期間
2012年4月1日から2018年3月31日まで＜終了＞
対象車
福島第一原子力発電所事故による警戒区域等から避難している人が乗車する車両（ETC車を除く）で、指定ICを入口または出口とするもの。
2012年4月28日から、居住地が特定避難勧奨地点の設定を受けた人も対象者になる。
南相馬IC-相馬IC間については2014年12月6日の相馬IC-山元IC間開通まで全車両が無料措置となっていた。南相馬ICと相馬ICは2012年4月8日に開通、同日から対象ICとなり、浪江ICと新地ICも2014年12月6日に開通、同日から対象ICとなった。
- 指定ICは次のとおり。2012年4月28日、仮移転している町村役場の最寄りICも追加された。
  - 東北自動車道 - 郡山南IC、郡山IC、本宮IC、二本松IC、福島西IC、福島飯坂IC、国見IC
  - 磐越自動車道 - いわき三和IC、小野IC、船引三春IC、郡山東IC、会津若松IC
  - 常磐自動車道 - いわき湯本IC、いわき中央IC、いわき四倉IC、広野IC、常磐富岡IC、浪江IC、南相馬IC、相馬IC、新地IC、山元IC

- 福島県双葉郡双葉町からの避難者に限り、2012年4月28日から上記に加え加須IC（東北道）と桜土浦IC（常磐道）も対象になっている。

必要となる書面（コピー不可）
警戒区域等に生活の本拠があったことを証明する公的書面（または特定避難勧奨地点の設定を受けたことを証する公的書面）と本人確認書面。
無料になる区間
指定ICを入口とする場合は、そのICから通行券が回収されるところまで。出口とする場合は、通行券が発券されたところからそのICまで。
- 本四道路の本線料金所を通過する場合、本四道路の料金は有料になる。

通行方法
ETC無線通行はできない（入口料金所のみ無線通行も不可）。よって、スマートインターチェンジは利用できない。
入口料金所では一般レーンまたは混在レーンで一旦停止し、通行券をとる。
- ETC車載器のある車で混在レーンを通行する場合、ETCカードを車載器から抜いておく必要がある。

出口料金所では、一般レーンまたは混在レーンで係員に通行券を提出し、上記書面を提示する。
- 自動精算機が設置されたレーンの場合は、係員呼び出しボタンまたはレバーで係員を呼び出す。
- 対象区間外に位置する均一区間料金を合併収受する料金所では、均一区間の料金を支払う必要がある。また、本四道路の本線料金所では、係員に本措置の適用を受ける旨を申告し、本四道路の料金を支払う。 これらの料金所においてETC車載器のある車でETCカードで精算する場合には、ETC割引が適用される。

### 対象路線・区間一覧（2012年3月31日まで）
凡例
●…対象区間内

▲…2011年8月31日まで対象区間内。9月1日から被災地支援についても対象区間外。

×…対象区間外

◇…観光振興のみ対象

冬…冬期閉鎖
| 道路名                                    | 区間                                                            | 被災者 /復旧 | 避難者 | 被災地 /観光 | 管轄事業者     |
| ----------------------------------------- | --------------------------------------------------------------- | ------------ | ------ | ------------ | -------------- |
| 青森自動車道                              | 青森東IC - 青森JCT                                              | ●            | ×      | ◇            | NEXCO東日本    |
| 東北自動車道                              | 青森IC - 安代IC                                                 | ●            | ×      | ◇            | NEXCO東日本    |
| 東北自動車道                              | 安代IC - 白河IC                                                 | ●            | ●      | ●            | NEXCO東日本    |
| 八戸自動車道 百石道路                     | 下田百石IC･八戸IC - 安代JCT                                     | ●            | ●      | ●            | NEXCO東日本    |
| 秋田自動車道                              | 八竜IC - 湯田IC                                                 | ●            | ×      | ◇            | NEXCO東日本    |
| 秋田自動車道                              | 湯田IC - 北上JCT                                                | ●            | ●      | ●            | NEXCO東日本    |
| 日本海東北自動車道                        | 河辺JCT - 岩城IC                                                | ●            | ×      | ◇            | NEXCO東日本    |
| 日本海東北自動車道                        | 荒川胎内IC - 新潟中央JCT                                        | ●            | ×      | ◇            | NEXCO東日本    |
| 湯沢横手道路                              | 横手IC - 湯沢IC                                                 | ●            | ×      | ◇            | NEXCO東日本    |
| 東北中央自動車道                          | 東根IC - 山形上山IC                                             | ●            | ×      | ◇            | NEXCO東日本    |
| 米沢南陽道路                              | 南陽高畠IC - 米沢北IC                                           | ●            | ×      | ◇            | NEXCO東日本    |
| 釜石自動車道                              | 東和IC - 花巻JCT                                                | ●            | ●      | ●            | NEXCO東日本    |
| 山形自動車道                              | 酒田みなとIC - 湯殿山IC                                         | ●            | ×      | ◇            | NEXCO東日本    |
| 山形自動車道                              | 月山IC - 笹谷IC                                                 | ●            | ×      | ◇            | NEXCO東日本    |
| 山形自動車道                              | 笹谷IC - 村田JCT                                                | ●            | ●      | ●            | NEXCO東日本    |
| 磐越自動車道                              | 新潟中央JCT - 西会津IC                                          | ●            | ×      | ◇            | NEXCO東日本    |
| 磐越自動車道                              | 西会津IC - いわきJCT                                            | ●            | ●      | ●            | NEXCO東日本    |
| 三陸自動車道 （仙塩道路）                 | 仙台港北IC - 利府中IC                                           | ●            | ●      | ●            | NEXCO東日本    |
| 常磐自動車道 仙台北部道路 仙台東部道路    | 仙台港北IC - 山元IC                                             | ●            | ●      | ●            | NEXCO東日本    |
| 常磐自動車道 仙台北部道路 仙台東部道路    | 富谷JCT - 利府JCT                                               | ●            | ●      | ●            | NEXCO東日本    |
| 常磐自動車道 仙台北部道路 仙台東部道路    | 相馬IC - 南相馬IC                                               | ●            | ●      | ●            | NEXCO東日本    |
| 常磐自動車道 仙台北部道路 仙台東部道路    | 広野IC - 水戸IC                                                 | ●            | ●      | ●            | NEXCO東日本    |
| 第二みちのく有料道路                      | 下田百石IC - 六戸仮出入口                                       | ▲            | ×      | ×            | 青森県道路公社 |
| 三陸自動車道 （仙台松島道路）             | 利府中IC - 鳴瀬奥松島IC                                         | ●            | ●      | ●            | 宮城県道路公社 |
| 仙台南部道路                              | 仙台若林JCT - 仙台南IC                                          | ●            | ●      | ●            | 宮城県道路公社 |
| 日立有料道路                              | 日立市白銀町 - 日立市助川町（日立中央IC）                       | ▲            | ×      | ×            | 茨城県道路公社 |
| 西蔵王有料道路 （西蔵王高原ライン）       | 山形市蔵王温泉字同志平 - 山形市蔵王成沢字羽龍                   | ●            | ×      | ◇            | 山形県道路公社 |
| 磐梯吾妻道路 （磐梯吾妻スカイライン）     | 福島市町庭坂字高湯 - 福島市土湯温泉町字鷲倉山                   | ●            | 冬     | 冬           | 福島県道路公社 |
| 第二磐梯吾妻道路 （磐梯吾妻レークライン） | 耶麻郡猪苗代町大字若宮字吾妻山 - 耶麻郡北塩原村大字檜原字剣ケ峯 | ●            | 冬     | 冬           | 福島県道路公社 |
| 磐梯山有料道路 （磐梯山ゴールドライン）   | 耶麻郡磐梯町大字更科字馬洗場 - 耶麻郡北塩原村大字檜原字湯平山   | ●            | 冬     | 冬           | 福島県道路公社 |
| あぶくま高原道路                          | 玉川IC - 矢吹中央IC                                             | ●            | ×      | ●            | 福島県道路公社 |

上表の道路のほか、地方道路公社独自の取り組みとして、みちのく有料道路と青森空港有料道路（いずれも青森県道路公社）でも被災者支援の無料措置が行われた。なお、これら2路線では、2011年6月27日からは罹災証明書（罹災届出証明書を含む）に限定され、被災証明書は対象外になった。
2012年4月8日に開通した常磐道の南相馬IC-相馬IC間については、NEXCO東日本独自の無料措置が同日から、2014年12月6日の相馬IC-山元IC間開通まで実施され全車無料となっていた。